# Małgorzata Bourgeoys
Małgorzata Bourgeoys, Marguerite Bourgeoys (ur. 17 kwietnia 1620, Troyes; zm. 12 stycznia 1700, Ville-Marie, obecnie Montreal) – założycielka Zgromadzenia Sióstr Naszej Pani w Montrealu, francuska święta Kościoła katolickiego.
Urodziła się w wielodzietnej rodzinie. Wybudowała dom dla nauczycielek. W roku 1658 założyła w Montrealu Zgromadzenie Sióstr Naszej Pani (fr. Congrégation de Notre-Dame, wł. Suore della Congregazione di Nostra Signora; CND). Zmarła w opinii świętości, mając 79 lat.
Została beatyfikowana przez papieża Piusa XII 12 listopada 1950 roku, a kanonizowana przez papieża Jana Pawła II 31 października 1982 roku.